# أوبريت مداعبات قبل الزواج
أوبريت مداعبات قبل الزواج،أوبريت غنائي جميل جمع الثنائي عبد الحسين عبدالرضا وسعاد عبد الله، قدم في العام 1975 وهو الجزء الأول من ثلاثة أجزاء لهذا الاوبريت.
صاغ ألحان وكلمات هذا الأوبريت الملحن الكبير أحمد باقر وأخرجه للتلفزيون المخرج سعيد عياده
حقق شهره واسعه وكبيره في الخليج العربي بالخصوص بسبب حبهم القيم التي يحملها الأوبريت وهي قيم إنسانيه بسيطه.

## قصته
تدور حول راشد الإنسان البسيط الفقير الذي يعمل محصل للكهرباء يعجب بالفتاة الرقيقه والجميله أمينه أو أمون كما اشتهرت في هذا الاوبريت. يأتي راشد يومياَ الي بيتها متذرعاً بتحصيل الكهرباء وهو يأتي فقط ليراها ويداعبها وترفضه بالبداية إلى أن يغني لها فتعجب وتنجبر فيه وتقع في غرامه.

## كلمات الأوبريت
أمون :
ياربي شهالأذيه والله دوخة راس.. ترى عويذ الله من شرك يا ولد الناس 
تأدب يالله عاد ويهد.. تراني أكرهك يا ولد..و لافكرت أحبك ابد
جبح هالويه ما تعجبني هالاجناس
راشد :
أعجبج ولاما أعجبج تراني ياي.. لأبوج اليوم أخطبج أسحبج وياي
أنا شفتج وحالي دمر.. وقلبي من مكانه طمر
أنا اليريور وإنتي بحر.. ومن دونج حياتي ليل وانتي سراي
أمون :
أشوفك جنك مسبه وفكرك داج.. ولاتدري شكثر سببت لي إحراج
اه يا مسيكين أثاري تحب.. ومطلوبك طريقه صعب.. بنات الناس ما هي لعب 
تحبني أنت شكثر علمني جانك صاج
راشد :
أحبج.. أحبج.. أحبج كثر ما يحب الطفل للطيور 
أحبج.. أحبج.. أحبج كثر مت يحب القطو الصبور
تعالي وافهمي طلبي.. وحكريني بقفص ذهبي 
و إذا ماكو قفص ذهبي أنا ماعندي مانع حتى لو قرقور
أمون :
يا حافظ عاد قرقور.. أنت راسك داخ
اقل ما فيها نصنع لك قفص من شاخ 
أظن مو مشكلتنا قفص.. ولاتفكر حجينا خلص 
ولا هالويه شينه نقص.. واخاف انك على هالويه أبو شلاخ
راشد :
أنا ماني حلو لكني ماني شين
و لاني من اللي يلعب على الحبلين
أحب بيتي أحب عملي.. وانتي منيتي وأملي
تعالي نستوي فاميلي بنص دينار وبالج تطلبين الفين
أمون :
عبالك بتزوج بس جذي ببلاش.. أظن لو تسمع اللي بطلبه بتنحاش
أبي فيلا على طلبي.. قسم غربي وقسم عربي
و أبي سياره ويا صبي.. وأبي تعلمني كم باليوم ربحك كاش
راشد :
أنا عايش على قدي وعندي بيت 
و عندي موتر صغير ولا له ليت
أنا بالليل مالي شغل.. إذا صار المغرب بظل في وسط البيت ويمي نقل
أكسر وانتي يمج هالكثر برميت
أمون :
جذي دمك خفيف مصيبه مدري شلون
بديت أشعر بإنك أحلى مافي الكون
راشد :
عيل ليش التغلي عيل 
و الشروط اللي جنها جبل
أمون :
بطفرك ما نبي إلا دبل
و أهلنا لي تفاهمنا ترى بيرضون
و ينتهي هذا الجزء وهما يرددان : وأهلنا لي تفاهمنا ترى بيرضون